# バヤゼット (ヴィヴァルディ)

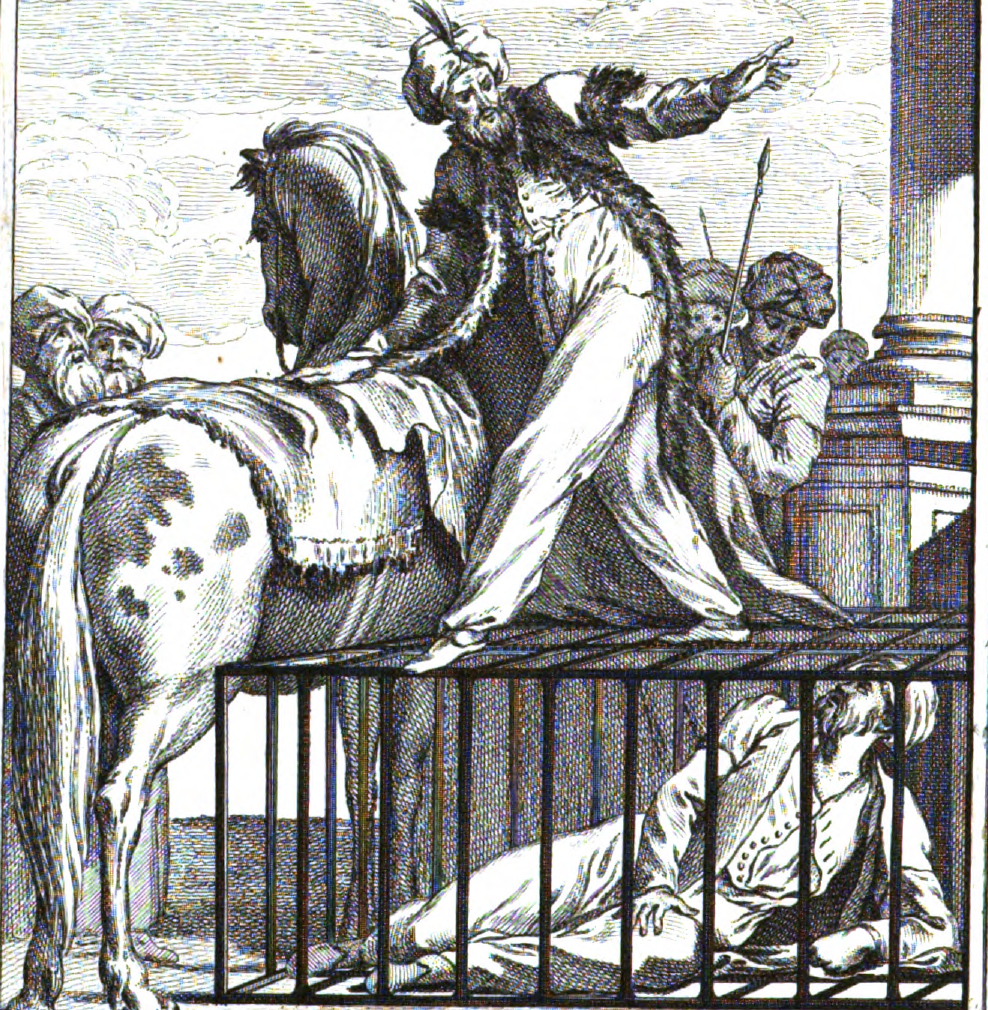
『バヤゼットとタメルラーノ』（Jean-Antoine Guer 画、1746年）

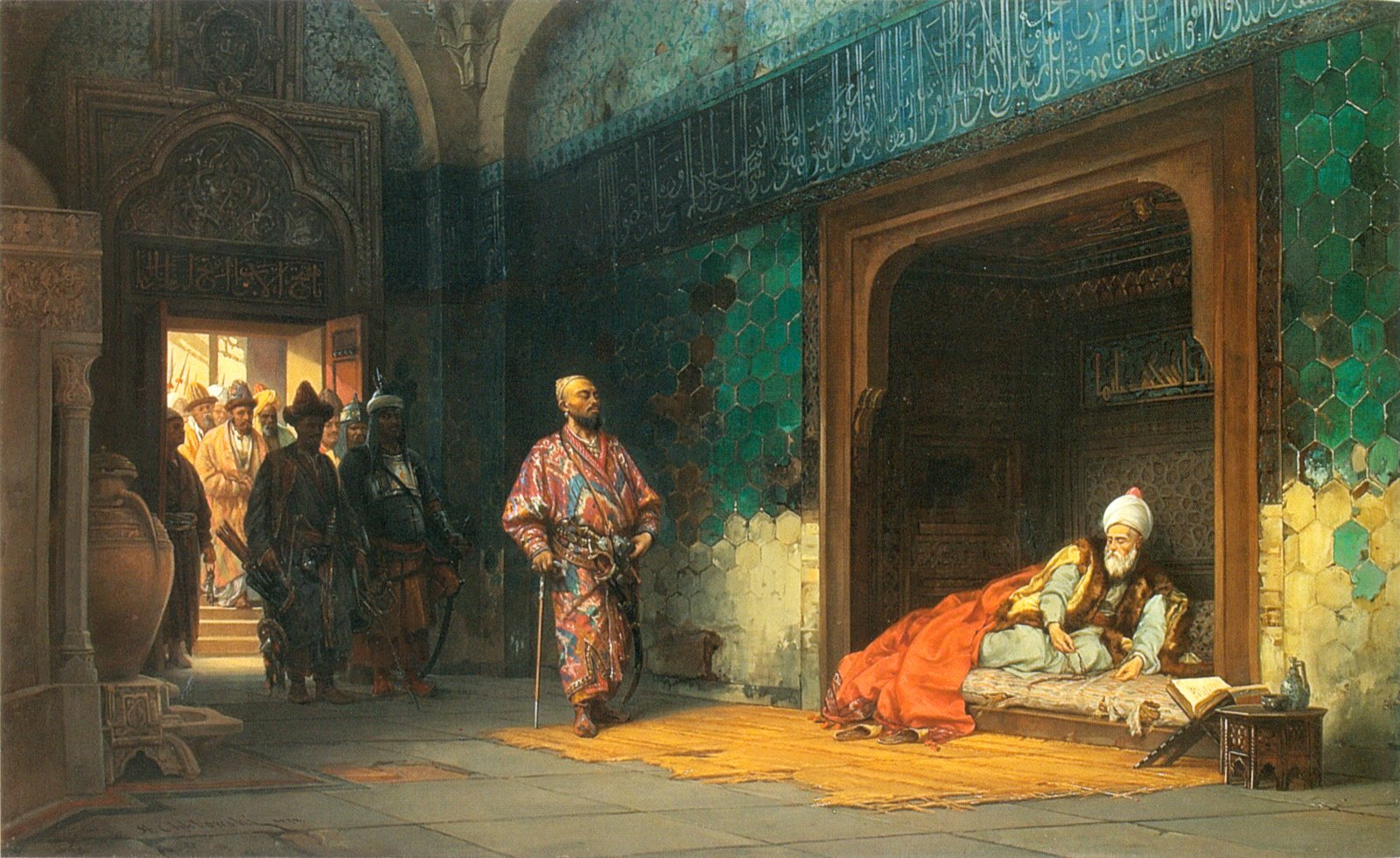
『タンバーレーヌによってによって投獄されたスルタン・バヤゼット』（スタニスワフ・クレボウスキー画、1878年）

『バヤゼット』(Bajazet) RV 703は、アントニオ・ヴィヴァルディ作曲の全3幕からなるオペラ。ティムールとアンカラの戦いで戦って敗れ、捕虜となったバヤズィト1世を主人公としている。
ハッセ、ジャコメッリ、ポルポラ、ブロスキ作曲のアリアも入ったパスティッチョであるが、曲の多くはヴィヴァルディが作曲した。例を挙げると、イレーネが歌うもっとも有名なアリア「私はないがしろにされた妻」 (Sposa son disprezzata) はジャコメッリがファリネッリのために書いたオペラ『メローペ』 (Merope) のアリア "Sposa, non mi conosci" を改作したものである。
初演は1735年、ヴェローナのフィラルモーニコ劇場で行われた。
ファビオ・ビオンディ指揮エウローパ・ガランテの演奏による初の全曲録音が2005年にヴァージン・クラシックスから発売されている。

## 登場人物
- タメルラーノ（メゾソプラノ）
- バヤゼット（バリトン）
- アステリア（メゾソプラノ）
- アンドローニコ（メゾソプラノ）
- イレーネ（メゾソプラノ）
- イダスペ（ソプラノ）

## 主な楽曲
- 戦場のあの勇士 (Qual guerriero in campo armato)
  - 作中に登場する人物の名を冠したリッカルド・ブロスキのオペラ『イダスペ』出典のアリア。実弟のカストラート歌手ファリネッリ（カルロ･ブロスキ）の生涯を描いた映画『カストラート』で、ファリネッリ役が歌う曲目の1つである。